# 電子自旋共振
電子順磁共振（electron paramagnetic resonance，EPR），又称電子自旋共振（electron spin resonance，ESR），1944年被蘇聯物理學家葉夫根尼·扎沃伊斯基發現，是屬於自旋1/2粒子的電子在靜磁場下发生的磁共振現象。因为類似靜磁場下自旋1/2原子核核磁共振的現象，又因利用到電子的順磁性，故曾稱作“電子順磁共振”。
44
由於分子中的電子多數是成對存在，根據泡利不相容原理，每个電子对中的两个电子必為一個自旋向上，另一個自旋向下，所以磁性互相抵消。因此只有拥有不成對電子存在的粒子（例如過渡元素中重金屬原子或自由基），才能表現磁共振。
雖然电子自旋共振的原理与核磁共振的类似，但由於電子的質量遠輕於原子核的质量，所以电子有较大的磁矩。以氫原子核（質子）為例，電子磁矩強度是其659.59倍。因此對於電子，磁共振所在的拉莫頻率通常需要透過減弱主磁場強度來使之降低。但即使如此，拉莫頻率通常所在波段仍比核磁共振拉莫頻率所在的射頻範圍還要高（通常是在微波的波段），因此有穿透力以及對帶有水分子的樣品有加熱可能的潛在問題，在進行人體造影時則需要改變方法。舉例而言，0.3T的主磁場下，電子共振頻率發生在8.41GHz，而對於常用的核磁共振核種——質子而言，在這樣強度的磁場下，其共振頻率仅為12.77MHz。

## 应用
EPR應用在多個領域，其中包括：
- 固態物理， 辨識與定量自由基分子（即帶有不成對電子的分子）。
- 化學，用以偵測反應路徑。
- 生物醫学領域，用在標記生物性自旋探子。另外在造影方面另有用途，參見下方說明。
- 晶体学，用来进行晶体内部缺陷的局部结构之研究。一般须配合测角器（Goniometer）。

一般而言，自由基在化學上是具有高度反應力，而在正常生物環境中並不會以高濃度出現。若採用特別設計的不反應自由基分子，將之附著在生物細胞的特定位置，就有可能得到這些所謂“自旋標記”或“自旋探子”分子附近的環境。

## 理論

### 訊號來源
電子的自旋為 {\displaystyle s={\tfrac {1}{2}}} ，自旋投影量子數可以是 {\displaystyle m_{\mathrm {s} }=+{\tfrac {1}{2}}} 或 {\displaystyle m_{\mathrm {s} }=-{\tfrac {1}{2}}} 。
在外加磁場強度為 {\displaystyle B_{\mathrm {0} }} 時，電子磁矩會順向平行（{\displaystyle m_{\mathrm {s} }=-{\tfrac {1}{2}}}）或反向平行 ({\displaystyle m_{\mathrm {s} }=+{\tfrac {1}{2}}}) 於該磁場，兩種情形具有的能量不同（見塞曼效應），與磁場同向的電子能階較低。
兩個能階的能量相差{\displaystyle \Delta E=g_{\mathrm {e} }\mu _{\mathrm {B} }B_{\mathrm {0} }} ，{\displaystyle g_{\mathrm {e} }}為電子的“g因子”（朗德g因子）、{\displaystyle \mu _{\mathrm {B} }}是波耳磁元。這個方程式顯示兩能階的差值與磁場強度呈正比，如下圖。
未成對的電子可以在吸收或放出電磁波能量 {\displaystyle \varepsilon =h\nu } 後，在兩能階間移動。吸收到（或放出）的能量必須與轉換能階後能量變化相同，也就是 {\displaystyle \varepsilon =\Delta E} ，此即共振條件。代入 {\displaystyle \varepsilon =h\nu } 和 {\displaystyle \Delta E=g_{\mathrm {e} }\mu _{\mathrm {B} }B_{\mathrm {0} }} ，我們可以得到電子順磁共振的基礎公式：{\displaystyle h\nu =g_{\mathrm {e} }\mu _{\mathrm {B} }B_{\mathrm {0} }} 。實驗上，非常多種頻率和磁場的組合都能滿足此公式，但大多量測都是用9,000–10,000 MHz（9–10 GHz）範圍的微波進行，其對應的磁場大約為3500 G（0.35 T）。
理論上，改變照射在樣品上的光子頻率而磁場不變，或者相反，都可以得到電子順磁共振光譜。但實際上通常是固定頻率。樣品暴露在固定頻率的微波中，然後開始增強外加磁場。電子能階相差越來越大，直到能階差值與微波能量相同，如先前的圖所示。此時未成對電子能在兩能階間移動。電子依馬克士威-波茲曼分布而在低能階分布較多，因此整體而言是在淨吸收微波能量。實驗時即是量測此吸收值，轉換得到光譜。

### 參數
- g因子
- A参数
- D参数
- E参数
- a参数
- F参数
- P参数

## 電子自旋共振造影
EPR用在造影上，理想上是可以用在定位人體中所具有的自由基，理論上較常出現在發炎病灶；但目前仍處在開發階段，包括訊雜比等等問題待解決。